# Карл фон Лінде
Карл фон Лі́нде (нім. Carl Paul Gottfried von Linde; 11 червня 1842 Берндорф, Турнау — 16 листопада 1934 Мюнхен) — німецький інженер, професор, доктор філософії, розробник технології охолодження та розділення газів.

## Біографія

### Молоді роки
Карл фон Лінде народився у Баварії у 1842 році у родині лютеранського священика. Його батько Йоганн Фрідріх Лінде хотів, щоб хтось з його дев'яти дітей став теж пастором. Але в Кемптені, де знаходився прихід батька, і у якому маленький Карл ходив до школи, хлопчик подружився з сином керуючого бавовняно-прядильною фабрикою. Часте відвідування фабрики пробудили в Карла інтерес до технологій. Особливо його захоплювали потужні машини. Він зрозумів, що хоче стати інженером.
Карл обирає свій шлях й вступає у 1861 році до Цюрихського інституту технологій, щоб стати інженером. Там він слухає курси лекцій таких вчених, як Рудольф Клаузіус, Густав Цейнер, Франц Рело. У 1864 році він був виключений до закінчення навчання за участь у студентській акції протесту. Після цього він деякий час, завдяки рекомендації Ф. Рело, працює підмайстром на бавовняно-прядильній фабриці у Кемптені, згодом обіймає посаду керівника технічного відділу на локомотивному заводі компанії «Locomotivfabrik Krauß & Comp» у Мюнхені, але у 1868 році, дізнавшись про відкриття нового Мюнхенського політехнічної школи, йде туди на посаду лектора попри те, що йому було лише 26 років. У 1872 році він стає професором. В університеті викладає курс теорії холодильних машин. Одним з найвідоміших випускників, яких він навчав, був Рудольф Дізель — майбутній винахідник дизельного двигуна.
Фон Лінде одружився з Геленою Грімм у вересні 1866-го; їхній шлюб тривав 53 роки, і у них було шестеро дітей.

### Роки підприємницької активності
У 1870—1871 роках Лінде опублікував низку статей у журналі «Bavarian Industry and Trade Journal», у яких він описував свої дослідження в області холодильного обладнання, де він подає конструкцію першої холодильної машини, у якій охолодження досягалось за рахунок розширення газу. У 1871 році Лінде і Мюнхенський пивовар Габрієль Седермаєр домовились встановити холодильну машину на броварні Шпатен. Лінде розробив холодильник, робота якого ґрунтувалась на принципі циркуляції рідини (холодоагента), що поперемінно випаровується та конденсується у системі труб.

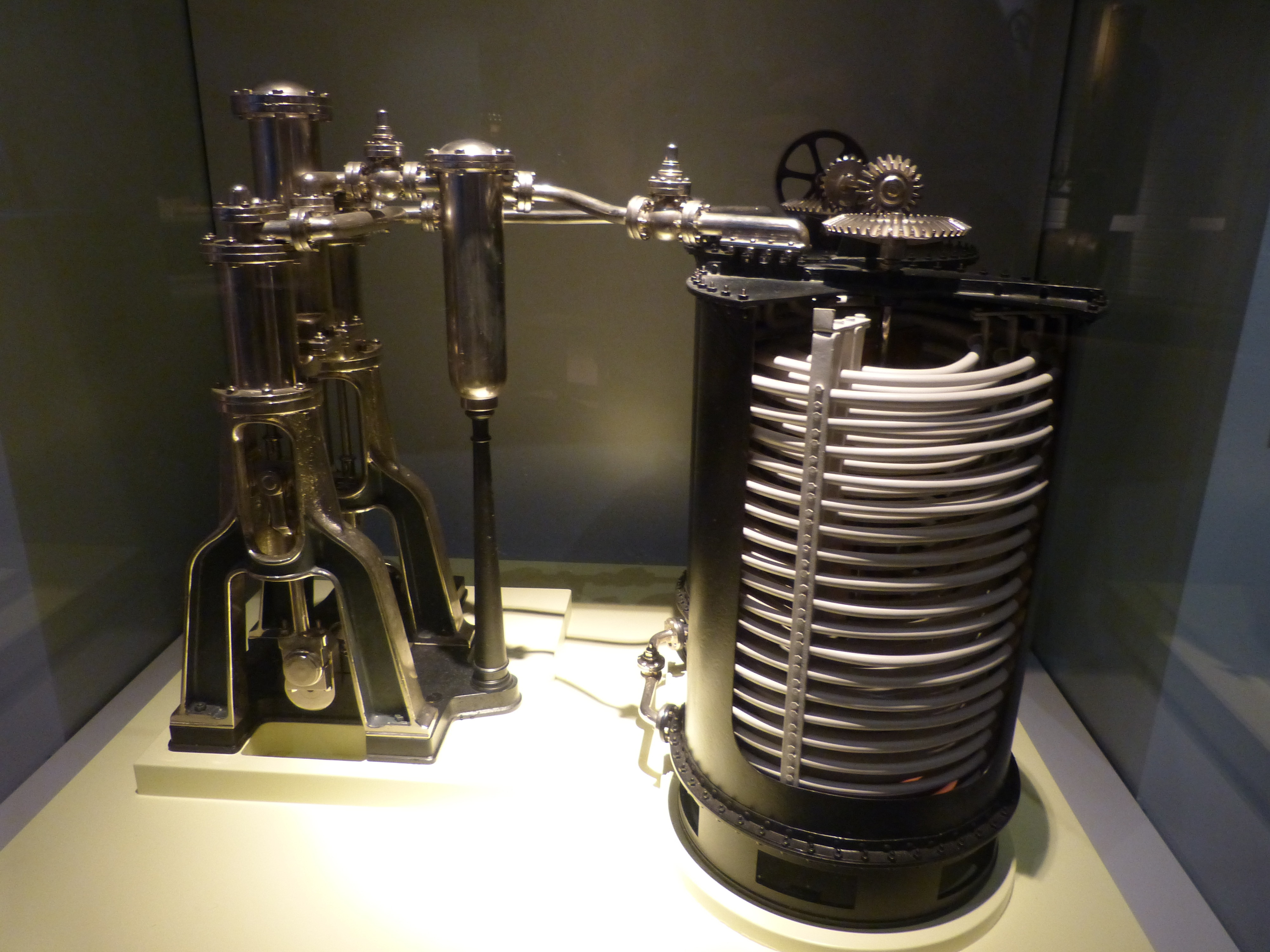
Модель холодильного компресора (1929) Карла фон Лінде (Німецький музей Мюнхена)

У 1879 році він покинув викладацьку роботу й заснував у Вісбадені компанію «Gesellschaft für Linde Eismaschinen Aktiengesellschaft» («Товариство холодильних машин Лінде», тепер відома як «The Linde Group») з метою виробництва холодильного обладнання для харчової промисловості. До 1880 року було продано уже 747 машин. До 1895 року компанія продала майже 12 тис. агрегатів. Більше половини з них закупили пивоварні заводи; крім того, холодильними апаратами Лінде оснастились м'ясні бійні, харчові фабрики; ними оснастили залізничні вагони, річкові та морські судна, в тому числі ті, що з Австралії до Європи перевозили тисячі тонн баранини.
У 1892 році Лінде на замовлення пивоварної компанії Guinness з Дубліна почав займатися розробленням холодильної машини для скраплення вуглекислого газу, що спонукало винахідника зайнятись низькотемпературними термодинамічними циклами.
Досягнувши успіху у сфері холодильного обладнання для харчової промисловості, Лінде зайнявся низькотемпературними холодильними системами, отримавши у 1896 році патент на метод скраплення повітря, та розробив необхідне для цього обладнання. У цьому ж році створив першу промислову установку для отримання рідкого повітря з використанням ефекту Джоуля — Томсона та удосконалив цей процес уведенням попереднього охолодження (цикл Лінде-Гемпсона). Так було закладено основу головного напрямку діяльності компанії Лінде — виробництва технічних газів для промисловості та медичної галузі. Дуже скоро компанія почала виробляти стільки дешевого кисню, що його можна було використовувати не лише для дихання, але і для прискорення фізичних процесів, наприклад горіння. Водночас з'ясувалося, що якщо горючий газ (наприклад, ацетилен) горить в чистому кисні, то полум'я є значно гарячішим і можна плавити будь-який метал. Так була винайдене автогенне зварювання. Незабаром було знайдено і спосіб автогенного різання металів, без якого є неможливим сучасне літако- і суднобудування. Відкриття це відбулося лише завдяки Лінде, який не просто навчився дешево отримувати кисень, а й створив промислові установки для його виробництва.
Надалі Лінде працював над проблемою поділу на складові частини сумішей різних технічно важливих газів. У 1902-му ним створений, а у 1907-му істотно вдосконалений ректифікаційний апарат для розділення повітря на компоненти з безперервним режимом роботи.

### Останні роки
У 1910 році Лінде передає керівництво справами своїм синам, залишаючись при цьому спостерігачем і радником аж до своєї смерті 16 листопада 1934 року.

## Патенти
- CH10704 — 31 January 1896 — Gasverflüssigungs-maschine (Machine for the liquefaction of gas) (in German) — Switzerland
- GB189512528 — 16 May 1896 — Process and Apparatus for Liquefying Gases or Gaseous Mixtures, and for Producing Cold, more particularly applicable for Separating Oxygen from Atmospheric Air — UK
- US727,650 — 12 May 1903 — Linde oxygen process — USA
- US728,173 — 12 May 1903 — Equipment for Linde oxygen process — USA
- US795,525 — 25 July 1905 — Equipment for Linde oxygen and nitrogen process—USA